# Kankakei

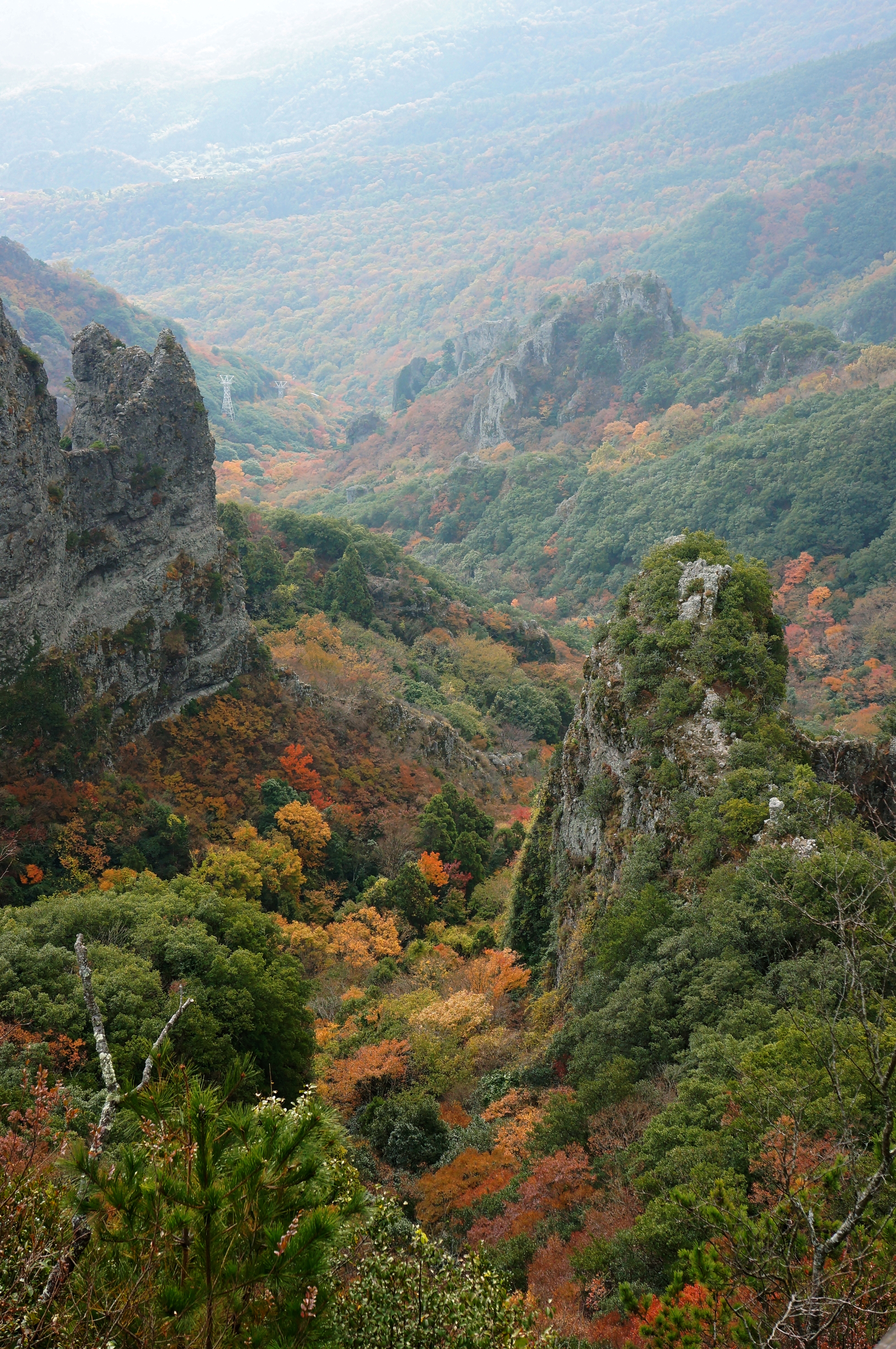
Vue du proche observatoire de Takatori

La gorge de Kankakei (寒霞渓, Kanka-kei) est un lieu de beauté pittoresque de niveau national situé sur l'île de Shōdoshima dans la préfecture de Kagawa au Japon. La hauteur de la gorge, qui fait partie du parc national de Setonaikai, s'élève à 812 m. La zone est bien connue pour ses érables palmés. Des bénévoles ont formé une société de conservation en 1898 et quand, en 1912, l'expropriation de la zone a été tentée, un magnat de la  sauce de soja est intervenu pour assurer sa préservation. En 1927 Kankakei a été sélectionné pour figurer sur la liste des 100 paysages du Japon.

## Sites d'intérêt

### Zone avant
1. Tsutenso
2. Kountei
3. Kinbyobu
4. Rosando
5. Senjogan
6. Gyokujunpo
7. Gachoseki
8. Soundan
9. Kayogaku
10. Eboshiiwa
11. Joraheki
12. Shibocho

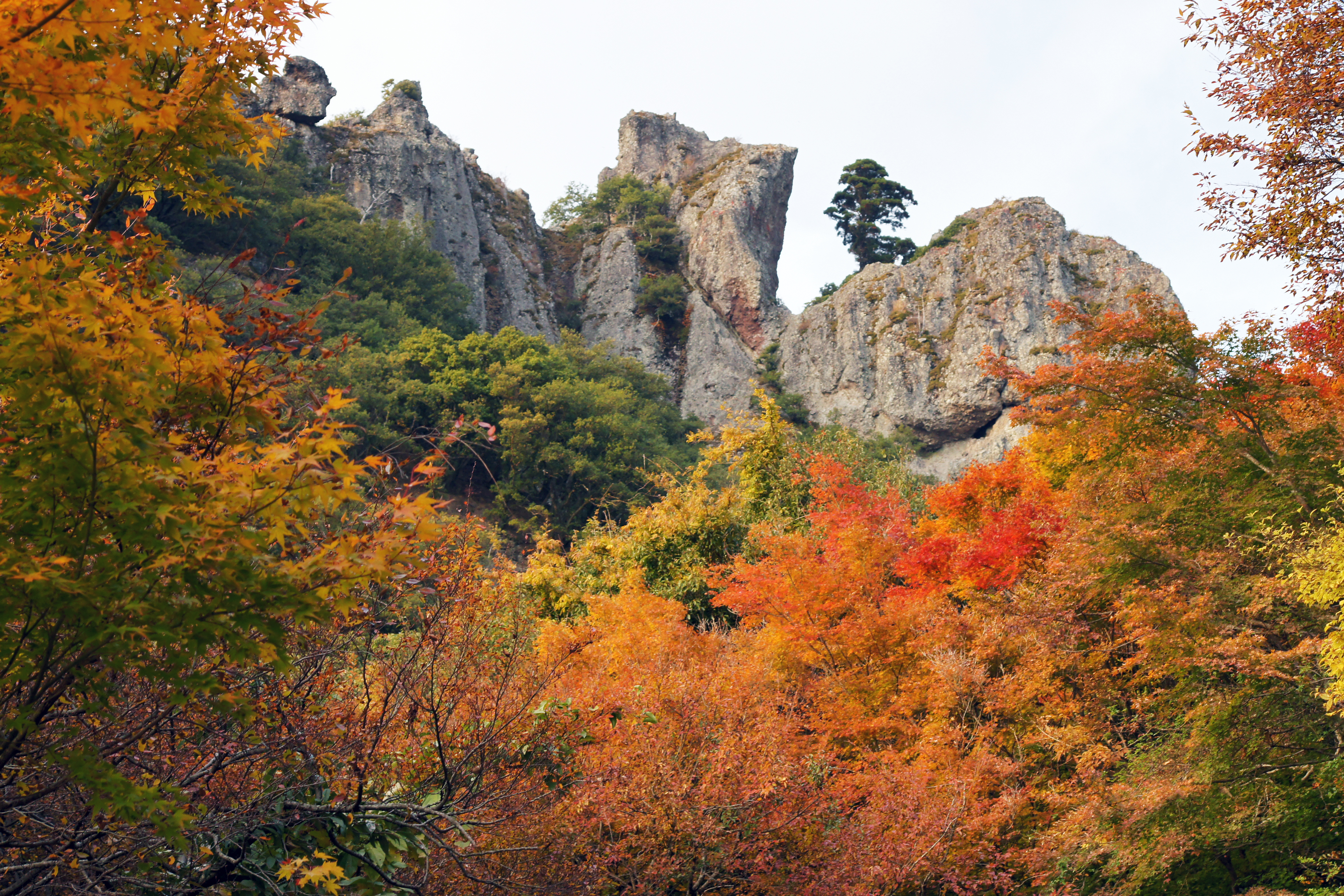
03. Kinbyobu
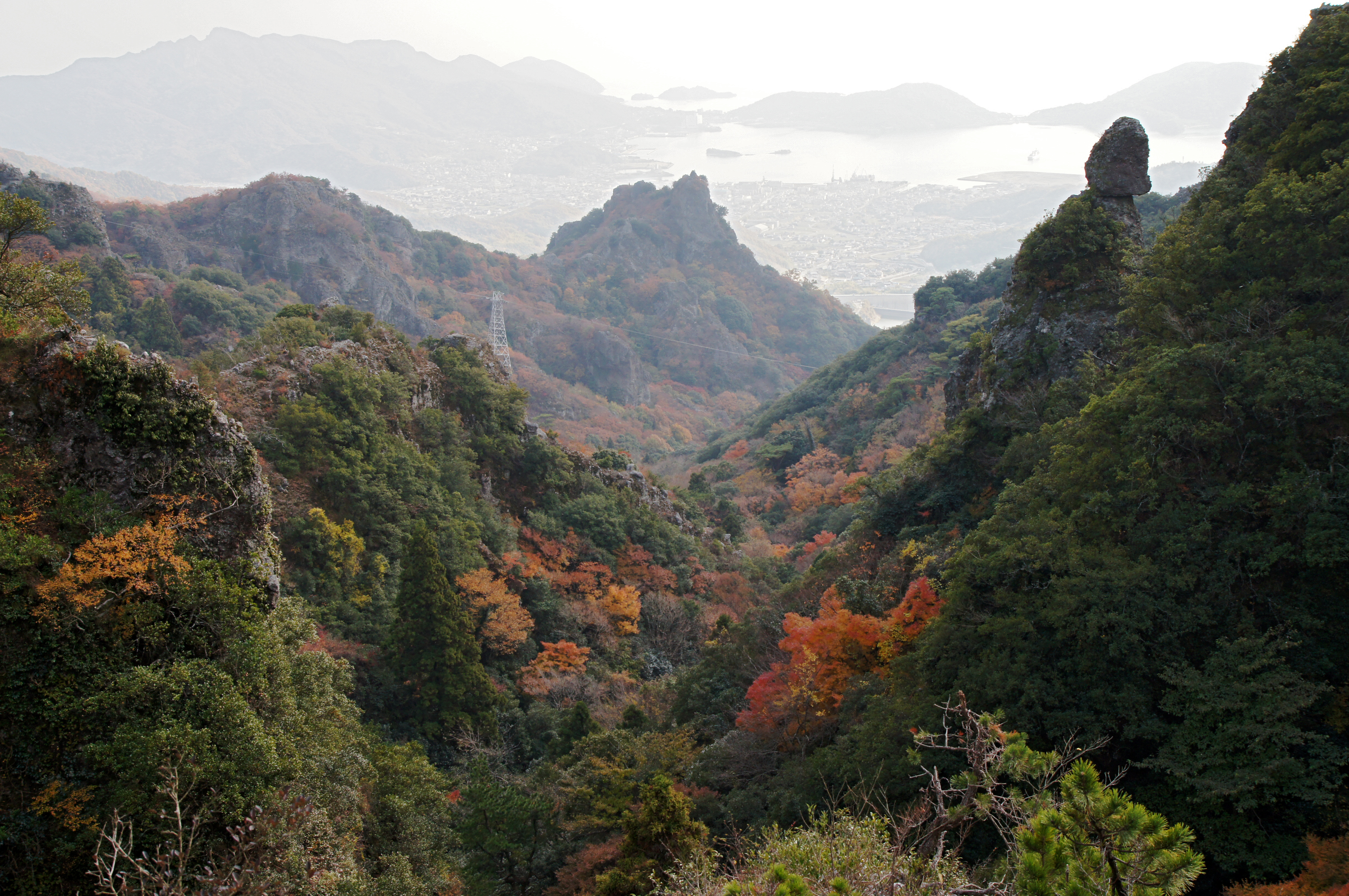
06. Gyokujunpo
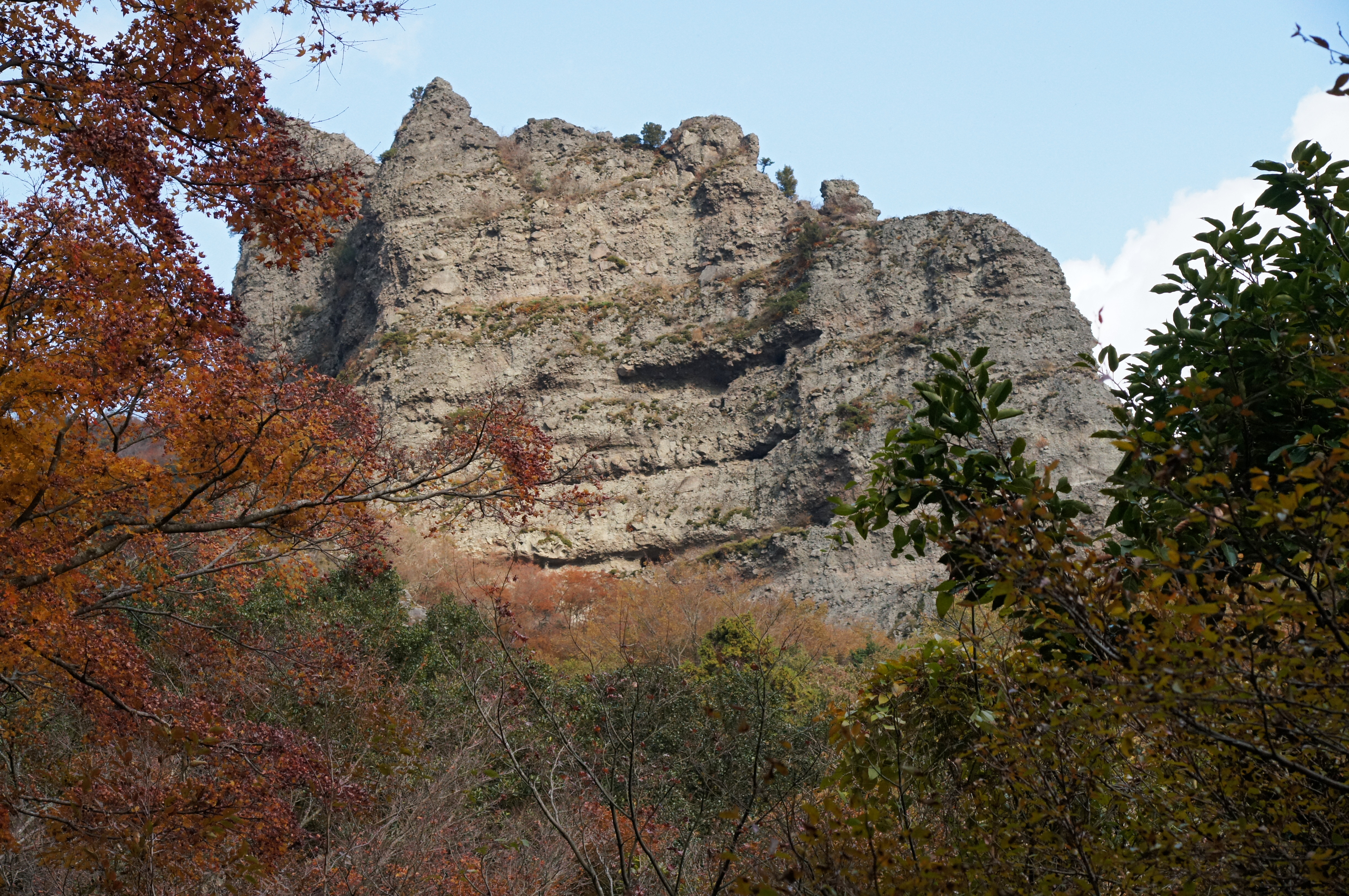
08. Soundan
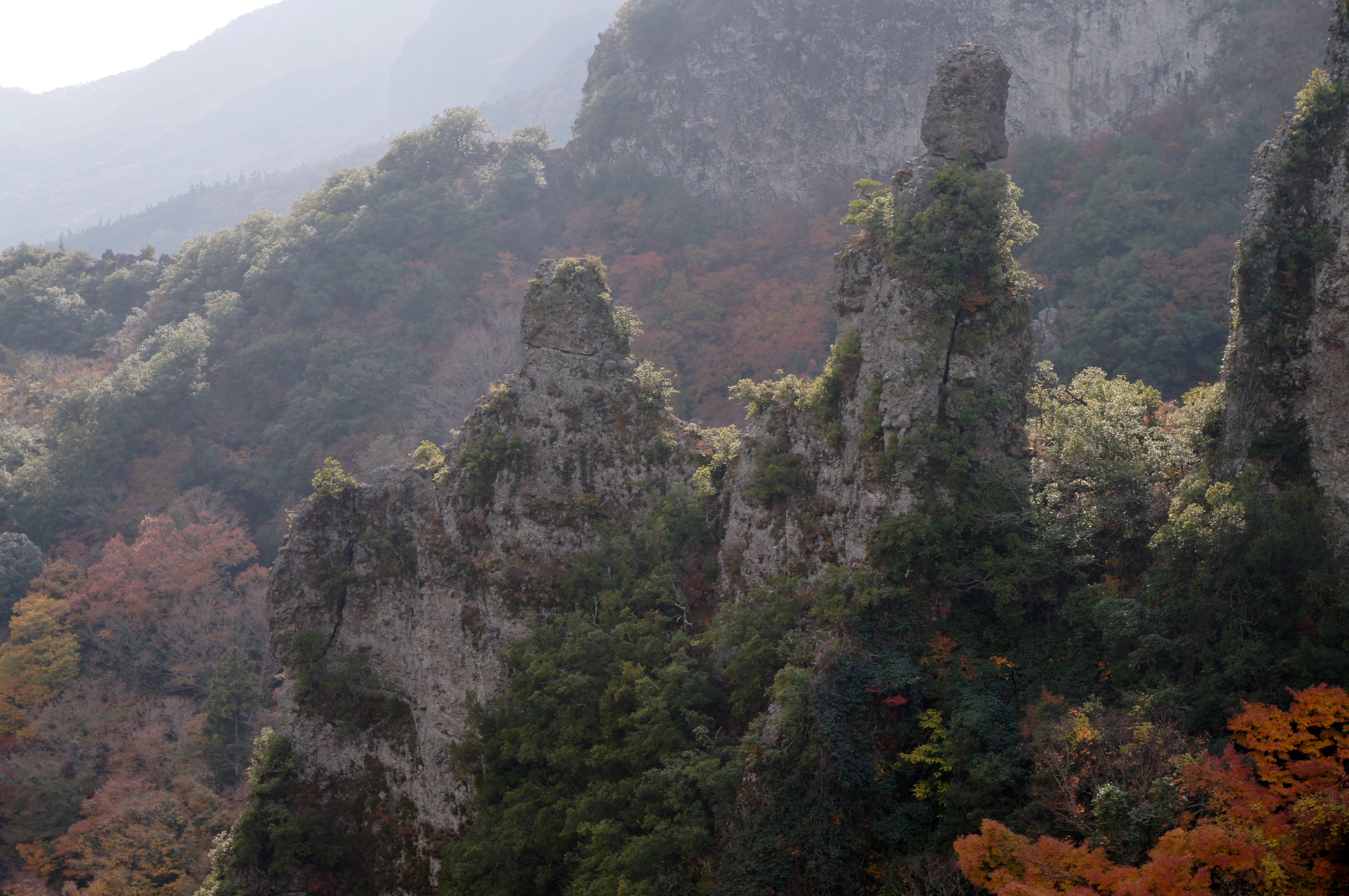
10. Eboshiiwa
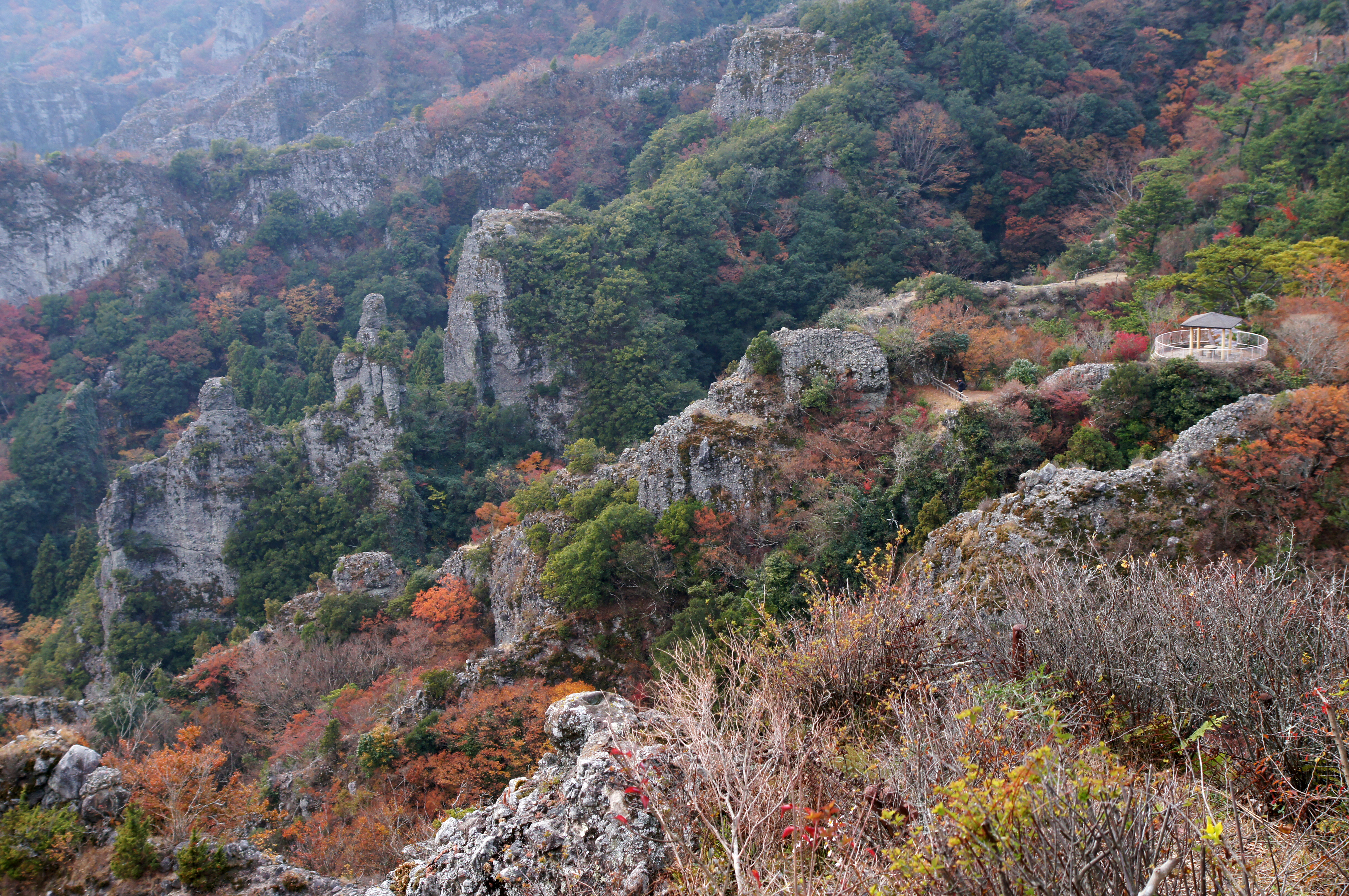
12. Shibocho

### Zone arrière
1. Shikaiwa
2. Matsutakeiwa
3. Taishido
4. Noboritake
5. Taikigan
6. Futamiiwa
7. Horagaiwa
8. Sekimon

## Source de la traduction
- (en) Cet article est partiellement ou en totalité issu de l’article de Wikipédia en anglais intitulé « Kankakei » (voir la liste des auteurs).